# Olga Alexandrowna Arossewa

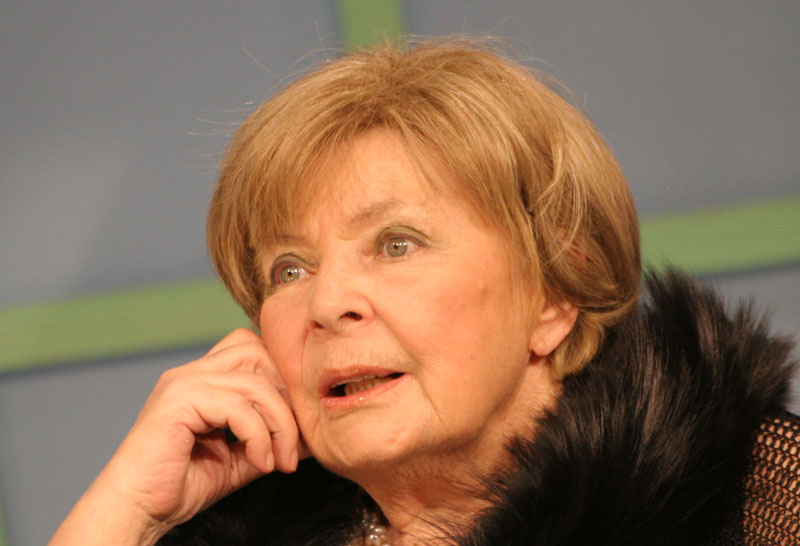
Olga Arossewa

Olga Alexandrowna Arossewa (russisch Ольга Александровна Аросева; * 21. Dezember 1925 in Moskau; † 13. Oktober 2013 ebenda) war eine russische Schauspielerin. Sie war eine Tochter des sowjetischen Schriftstellers Alexander Arossew und führte mehrere Ehen mit Schauspielern.

## Filme (Auswahl)
- 1949: Die große Kraft (Великая сила)
- 1955: Lektionen fürs Leben (Урок жизни)
- 1959: Annuschka (Аннушка)
- 1966: Vorsicht, Autodieb! (Берегись автомобиля)
- 1967: In der Stadt S. (В городе С.)
- 1971: Die Alten, diese Räuber (Старики-разбойники)
- 1974: Die unglaubwürdigen Abenteuer der Italiener in Russland (Невероятные приключения итальянцев в России)
- 2010: Swati  (сваты)